# Joystick
Pour les articles homonymes, voir Joystick (magazine) et Mini-manche.
Pour l’article ayant un titre homophone, voir Joystiq.
 (décembre 2011).
Si vous disposez d'ouvrages ou d'articles de référence ou si vous connaissez des sites web de qualité traitant du thème abordé ici, merci de compléter l'article en donnant les références utiles à sa vérifiabilité et en les liant à la section « Notes et références ».

Voici les différents éléments d'un joystick :
1 manche
2 socle
3 gâchette
4 boutons supplémentaires
5 activation du tir en rafale
6 manette des gaz
7 bouton de « point de vue » (PDV)
8 ventouses
(certains éléments sont optionnels)

Un joystick est un anglicisme qui désigne en français un périphérique d'entrée constitué d'un mini-manche posé sur un socle, généralement doté de boutons-pressoirs, par lequel un utilisateur peut agir sur le système informatique soit en inclinant le manche soit en pressant un bouton.

## Dénomination
En anglais, le terme joystick désigne, depuis le début du XXe siècle, le manche à balai des aéronefs (alors que le mini-manche latéral utilisé sur des avions modernes est appelé side-stick), et s'est étendu au dispositifs informatiques similaires.
En français, il s'applique plus spécifiquement au mini-manche utilisé comme périphérique pour ordinateur, système informatique ou jeu vidéo (consoles de jeu vidéo, simulateurs de vol)
À peu près intraduisible, il est parfois appelé manette de jeu, ce qui désigne plutôt une manette de jeu vidéo (comportant une croix directionnelle et des boutons mais pas nécessairement un manche), appelée en anglais joypad ou gamepad.

## Description
Schématiquement, le joystick est composé d'une base assurant la stabilité, et d'un manche que l'on déplace sur 2 axes (il existe aussi des joysticks 3 axes où l'on peut réaliser une torsion du manche), ce dernier comportant des boutons (mais il peut aussi s'en trouver sur la base).
Les premiers joysticks ne comportaient qu'un bouton et avaient des directions numériques, c'est-à-dire qu'il n'existait que deux valeurs possibles pour l'inclinaison du manche selon une direction, 0 ou 1 (par exemple, au centre ou à droite). Aujourd'hui la plupart des joysticks utilisent un système analogique qui leur permet d'avoir un grand nombre d'inclinaisons possibles et donc une réaction proportionnelle. On trouve également des boutons analogiques où la réaction est proportionnelle à la pression exercée sur le bouton.
Même s'il peut (et surtout a pu) servir de dispositif de pointage, le joystick est plus particulièrement destiné au jeu vidéo. Sur un ordinateur ou autre système informatique, le joystick est particulièrement adapté aux simulations de vol (avion, hélicoptère…), puisque ces engins se commandent grâce à un manche à balai - par extension, le joystick est à privilégier pour tout type de simulateur de « vol », y compris pour piloter un vaisseau spatial dans un univers futuriste ! Il existe notamment des joysticks représentant plus ou moins fidèlement les manches à balai d'avions et qui sont utilisées dans les simulateurs de vol.
Depuis le milieu des années 1990, les évolutions, trouvailles, et améliorations ergonomiques ont été très nombreuses pour les joysticks vendus au grand public ; il est, par exemple, devenu très commun pour un joystick de comporter des commandes de type manette des gaz (throttle en anglais), permettant de régler la puissance moteur, ou palonnier (rudder en anglais), correspondant au gouvernail, tous deux sur un axe. Les boutons de type coolie hat (en forme de chapeau chinois, habituellement sur le sommet du joystick, que l'on peut pousser sur 4 ou 8 directions) sont maintenant systématiquement présents, y compris sur les modèles d'entrée de gamme. Enfin, de nombreux joysticks de milieu et haut de gamme reproduisent à présent fidèlement les commandes présentes dans des aéronefs, notamment militaires.
On trouve aussi des joysticks interactifs, qui agissent sur l'utilisateur à l'aide d'un système à retour de force (ou force feedback, en anglais) ou grâce à des vibrations mécaniques.

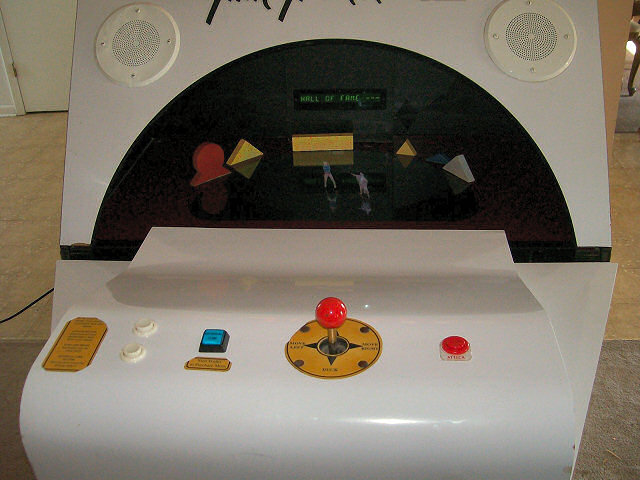
Panneau de contrôle de borne d'arcade comportant un joystick.
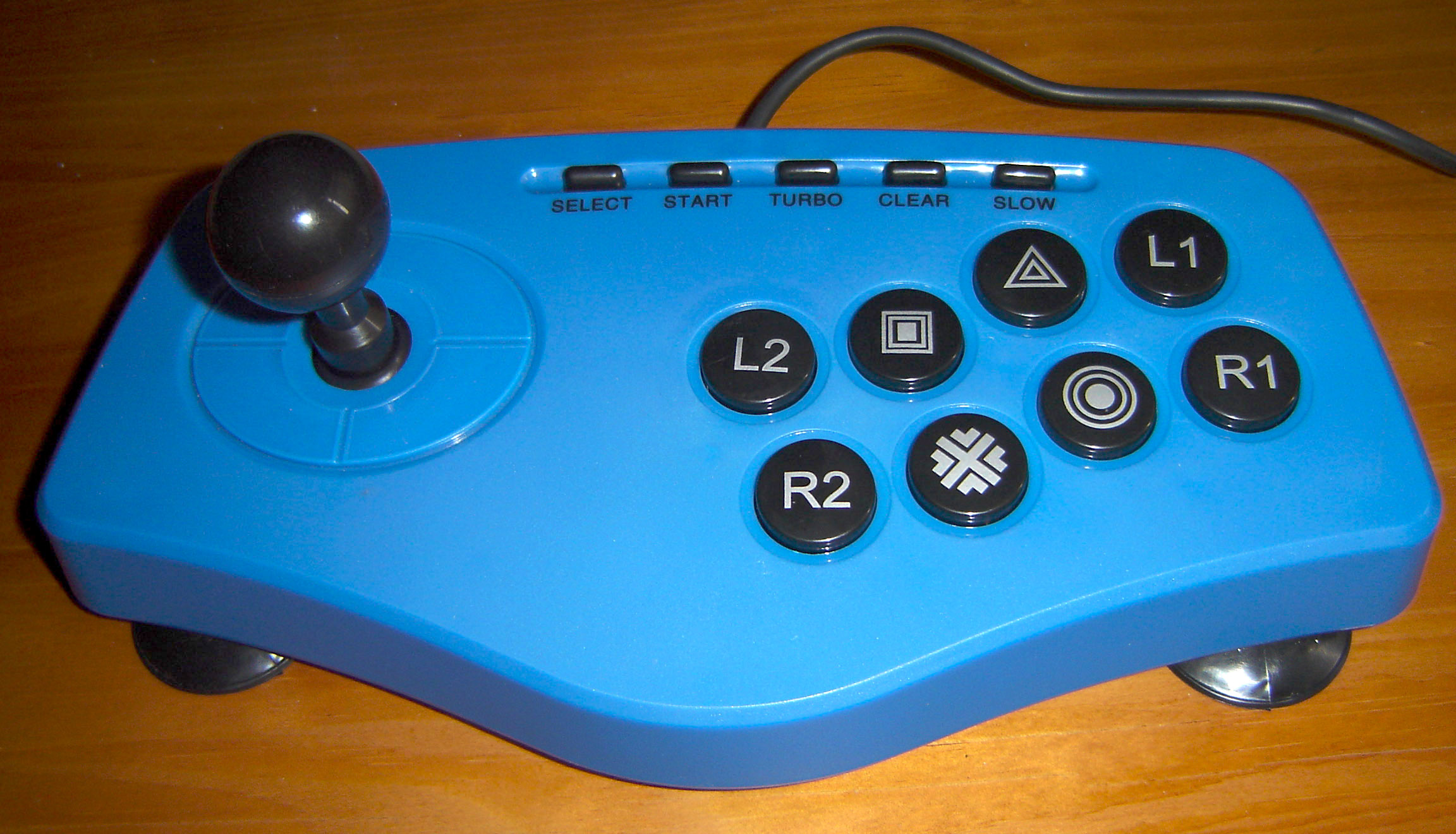
Stick arcade, spécialisé pour les jeux de combat.
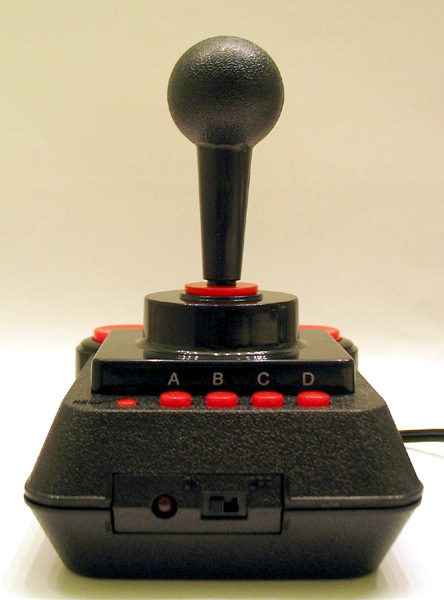
Joystick pour Commodore 64.
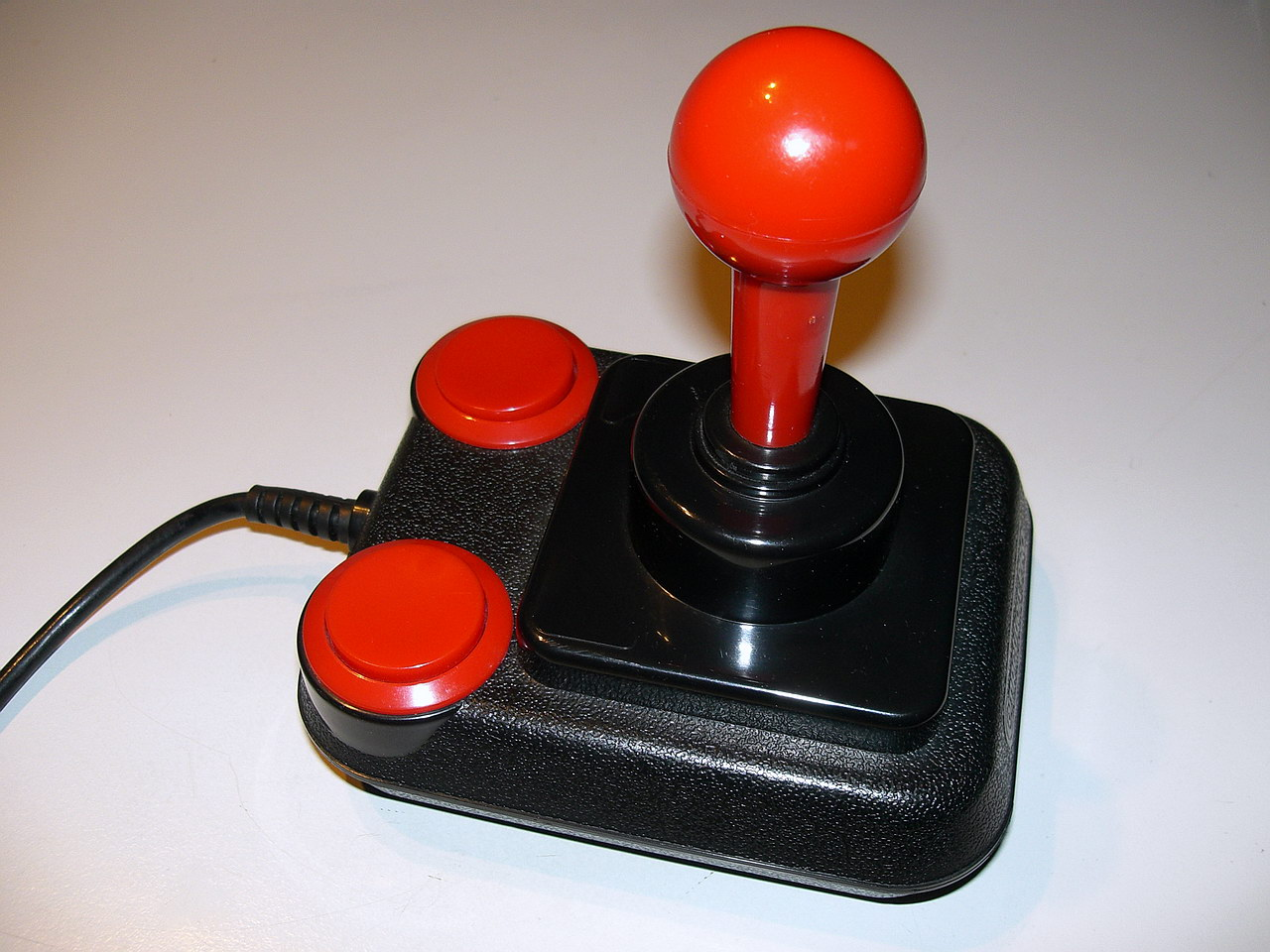
Competition Pro, un joystick très populaire sur Amiga et Atari ST.
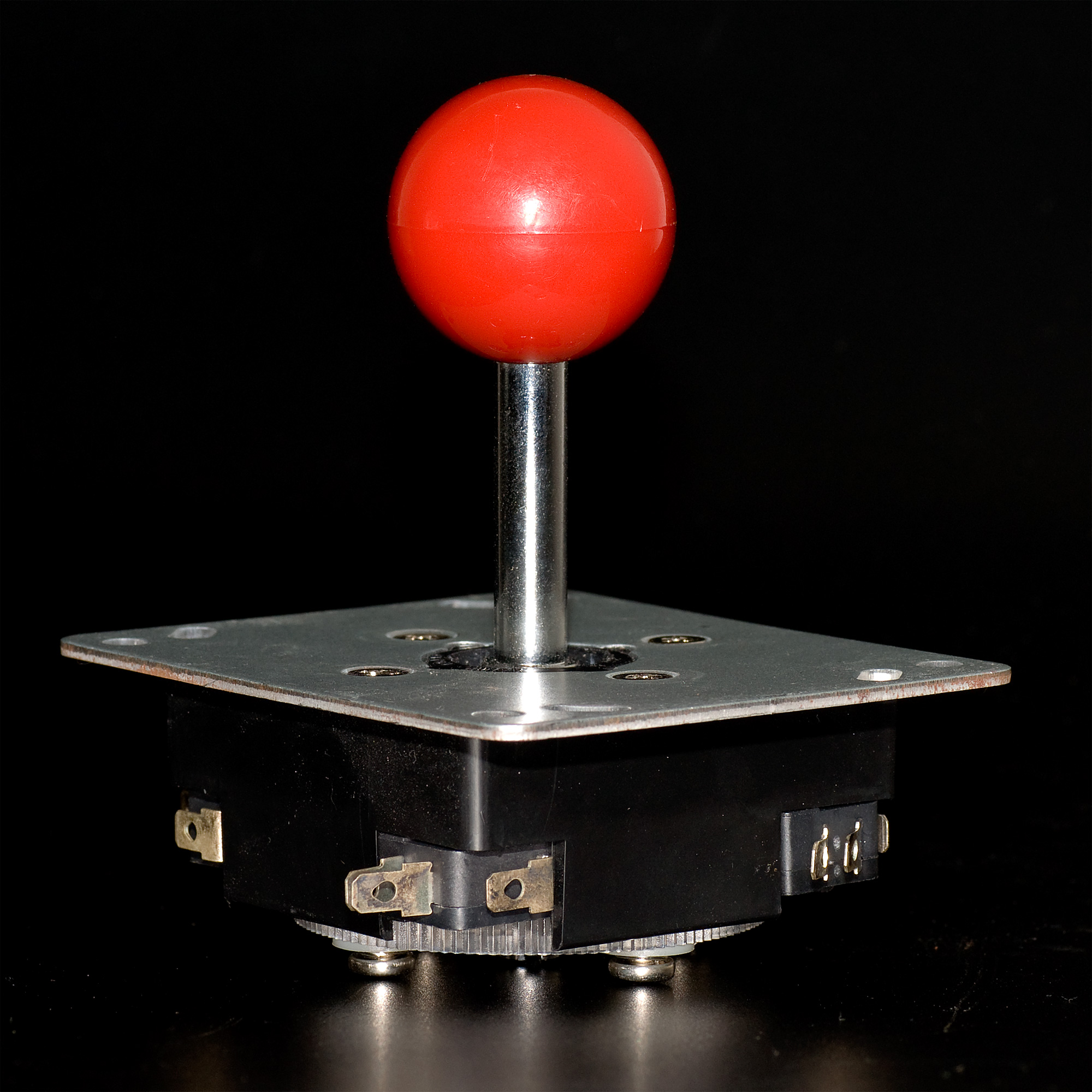
Joystick de type japonais.
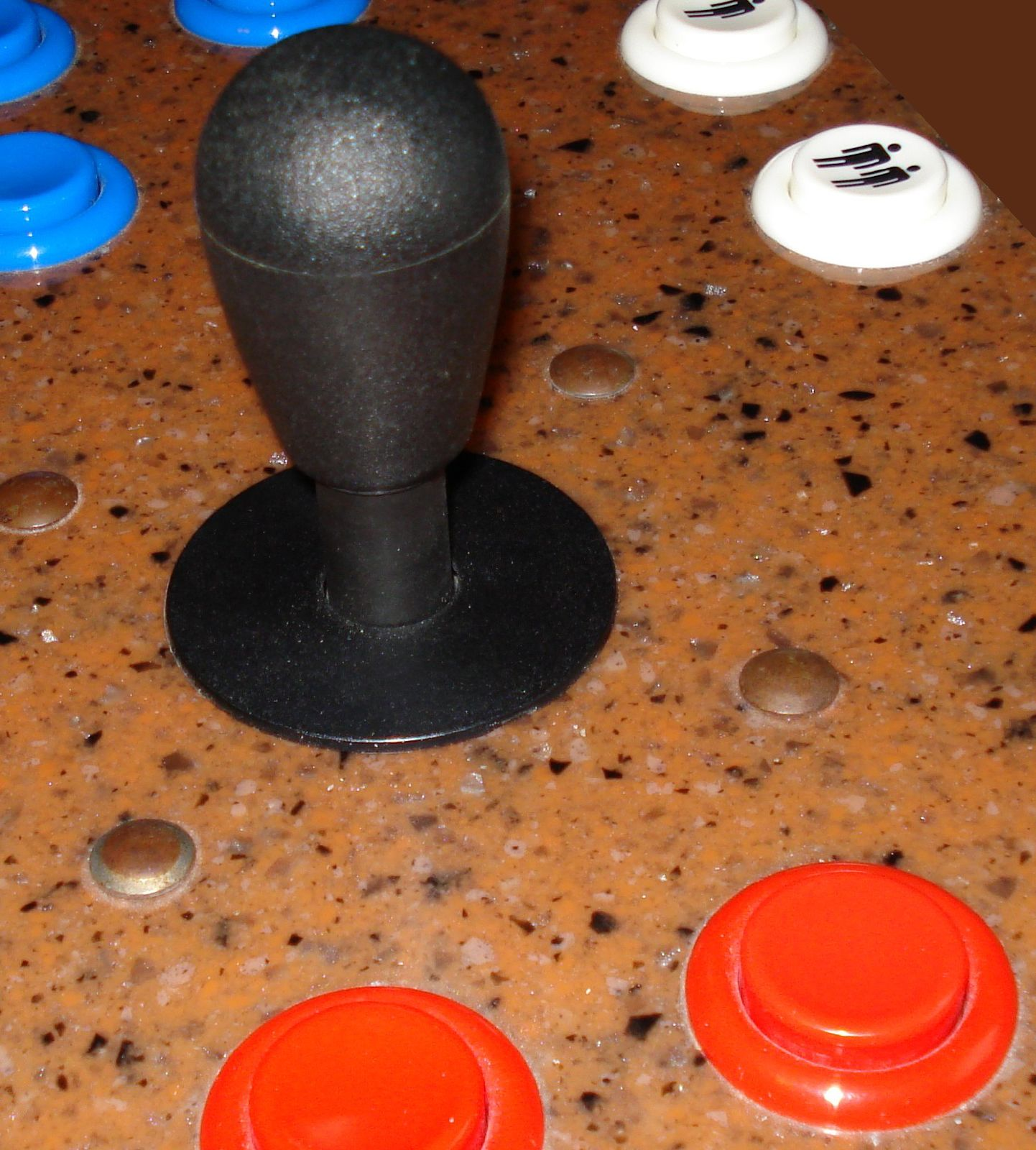
Joystick de type américain[Quoi ?].

## Arcade
Dans l'univers de l'arcade, le joystick comporte bien plus de spécificité que le joystick classique ainsi que le joystick industriel. Ce matériel est généralement axé sur sa robustesse, produit sous l'hypothèse qu'il sera utilisé dans les établissements commerciaux, comme dans les salles d'arcade ou les cafés, où ils peuvent être lourdement ou grossièrement utilisés. La durabilité du joystick est l'une des caractéristiques distinctives des « authentiques » des pièces détachées d'arcade en comparaison avec les nombreuses imitations conçues à faible coût pour un usage privé à la maison.

## Joysticks industriels
L'usage des joysticks est devenu de plus en plus répandu dans de nombreuses applications industrielles comme : grues, équipements forestiers, machines agricoles, véhicules spéciaux… En fait, le joystick industriel vient remplacer de plus en plus fréquemment les commandes mécaniques traditionnelles dans presque tous les systèmes de contrôle hydraulique comme l'A380 qui voit le traditionnel manche remplacé par un joystick et une souris.
Le joystick industriel est ainsi par nature plus robuste qu'un joystick de loisir. Il doit en particulier avoir une durée de vie extrêmement élevée. La maturité de la technologie à effet Hall a permis cette performance depuis les années 1980 en tant que technologie sans contacts.
En Europe, il existe un certain nombre de fabricants de joysticks industriels,,.
Les plus grands fabricants de joysticks industriels sont capables de développer des poignées spécifiques pour répondre aux contraintes d'ergonomie données par leurs clients.